# Hélio Fernandes
Hélio Fernandes (11 de enero de 1921-10 de marzo de 2021) fue un periodista brasileño.
Fue propietario del diario Tribuna da Imprensa desde 1962. Era el padre de los periodistas Rodolfo Fernandes y Hélio Fernandes Filho y hermano del artista y comediante Millôr Fernandes.